# قزل غنبد (أيل غورك)
قزل غنبد (بالفارسية: قزل‌گنبد) هي قرية تقع في إيران في قسم أيل غورك الريفي. يقدر عدد سكانها بـ 181 نسمة بحسب إحصاء 2016.